# Taeniaptera grata
Taeniaptera grata är en tvåvingeart som beskrevs av Wulp 1897. Taeniaptera grata ingår i släktet Taeniaptera och familjen skridflugor. Inga underarter finns listade i Catalogue of Life.